# IC 4584
IC 4584 је спирална галаксија у сазвјежђу Јужни троугао која се налази на листи објеката дубоког неба у Индекс каталогу.
Деклинација објекта је - 66° 22' 57" а ректасцензија 16h 0m 12,5s. Привидна величина (магнитуда) објекта IC 4584 износи 14,3 а фотографска магнитуда 15,0. IC 4584 је још познат и под ознакама ESO 100-4, AM 1555-661, IRAS 15554-6614, PGC 56627.